# Тарапатино
Тарапатино (рос. Тарапатино) — село у Жирновському районі Волгоградської області Російської Федерації.
Населення становить 294  особи. Входить до складу муніципального утворення Тарапатинське сільське поселення.

## Історія
Село розташоване у межах українського історичного та культурного регіону Жовтий Клин.
Згідно із законом від 21 лютого 2005 року № 1009-ОД для населеного пункту було встановлено органом місцевого самоврядування Тарапатинське сільське поселення.

## Населення
| 2010 | 2012 | 2013 | 2014 | 2015 | 2016 | 2017 |
| ---- | ---- | ---- | ---- | ---- | ---- | ---- |
| 324  | ↘315 | ↘300 | ↘297 | ↘296 | ↘292 | ↗294 |